# Goosebumps (film)
Goosebumps är en amerikansk långfilm från 2015 i regi av Rob Letterman och med manus skrivet av Darren Lemke. Filmen är baserad på författaren R.L. Stines bästsäljande böcker med samma namn. I rollerna syns bland annat Jack Black, Dylan Minnette, Odeya Rush, Amy Ryan, Ryan Lee och Jillian Bell. Filmen är tillåten från 11 år (enligt Svensk Filmdatabas).  
Filmen hade premiär i USA den 16 oktober 2015, utgiven av Sony Pictures Releasing. I Sverige släpptes filmen på DVD den 23 maj 2016. År 2018 släpptes uppföljaren Goosebumps 2: Haunted Halloween.

## Handling
Zach Cooper flyttar till en småstad, där han lär känna sin granne Hannah, dotter till den bästsäljande Goosebumps-författaren R.L. Stine. Monstren, som blev berömda genom hans böcker, är verkliga, och han skyddar sina läsare genom att hålla dem inlåsta i manuskripten. När monstren av misstag släpps lösa, faller det på Stine, Zach och Hannah att få dem tillbaka in i böckerna där de hör hemma.

## Rollista (i urval)
- Jack Black – R.L. Stine (gör även rösten till Slappy och Brent Green)
- Dylan Minnette – Zachary "Zach" Cooper
- Odeya Rush – Hannah Stine (Hannah Fairchild)
- Ryan Lee – Champ
- Amy Ryan – Gale Cooper
- Jillian Bell – Lorraine Conyers